# Papiro di Ossirinco 18
Il Papiro di Ossirinco 18 (P. Oxy. 18) è un frammento dal I libro delle Storie di Erodoto (capp. 105–106), scritto in Greco.

## Scoperta e pubblicazione
Fu scoperto da Grenfell e Hunt nel 1897 a Ossirinco. Il frammento, databile al III secolo, è conservato nella British Library (Department of Manuscripts) e fu pubblicato, sempre da Grenfell e Hunt, nel 1898.

## Contenuto
Il manoscritto era composto da un rotolo di papiro, di cui resta, appunto, un frammento di 182x87 mm, contenente 13 righe di testo scritto in una buona onciale rotonda, che ricorda i grandi codici biblici. Il frammento presenta, inoltre, ampi margini. 
Il nostro frammento, comunque, supporta le lezioni della tradizione manoscritta, anche se presenta alcune variazioni nella forma delle parole, che rappresentano varianti dialettali.